# Мазаев, Владимир Михайлович
Влади́мир Миха́йлович Маза́ев (12 мая 1933 — 23 февраля 2015) — советский и российский писатель, прозаик, член Союза писателей СССР с 1966 года, автор свыше двадцати книг.

## Биография
Родился 12 мая 1933 года на Алтае в селе Васильчуки, вскоре был перевезён родителями в с. Куртуково Новокузнецкого района. Затем семья переселилась в Новокузнецк. Почти все школьные и студенческие годы Мазаева прошли в Новокузнецке. В декабре 1937 г. был арестован отец, семью выселили из квартиры. Ютились у родственников. В июне 1945 г. Владимир вместе с матерью переехал в Вильнюс. Через полгода, после убийства отчима литовскими "лесными братьями", Владимир с матерью вернулись в Новокузнецк. После окончания Новокузнецкого педагогического института Мазаев работал в областных газетах Кузбасса, в геологической партии. С 1963 по 1968 год был главным редактором Кемеровского книжного издательства. С 1971 по 1983 годы возглавлял Кемеровскую писательскую организацию. Редактировал альманах «Огни Кузбасса» (1966—1986). Первый рассказ был опубликован в газете «Комсомолец Кузбасса» в 1953 году. В 1963 году в Кемеровском книжном издательстве вышел первый сборник его рассказов «Конец Лосиного камня». В 1979 году присуждена премия журнала «Наш современник» за рассказ «Багульник — трава пьяная» из цикла «Рассказы сибирячки». Ряд повестей, рассказов («Танюшка», «Странная командировка», «Багульник — трава пьяная», «Гармошка на берегу» и др.) переведены на немецкий, венгерский, болгарский, чешский, словацкий языки.
Владимир Михайлович, похоронен в г. Кемерово на Центральном кладбище  № 3, квартал 6, аллея 5.
14 июня 2022 г. на доме, где жил писатель (пр. Советский - 71), торжественно открыта мемориальная доска.

## Награды
- Заслуженный работник культуры РСФСР
- медаль «За особый вклад в развитие Кузбасса»
- серебряная медаль «Кемеровской области 60 лет».
- бронзовый знак «За заслуги перед городом Кемерово»

## Издания
1. «Конец Лосиного камня». Кемеровское книжное издательство. 1963
2. «Последний цветок лета». Кемеровское книжное издательство. 1963
3. «Птицы не поют в тумане». Кемеровское книжное издательство 1971
4. «Особняк за ручьем». «Современник». Москва. 1972.
5. «Коль жить да любить». Кемеровское книжное издательство 1975
6. «Лицо осушит ветер». Кемеровское книжное издательство 1978
7. «Грозовая аномалия». Кемеровское 1982. — 207 с.
8. «Жив останусь — свидимся». «Советский писатель». Москва. 1984
9. «Селевой поток». Москва. 1989
10. «Мы всегда виноваты перед погибшими». Кемеровское книжное издательство 1994
11. «Без любви прожить можно». Кемеровское книжное издательство 1995
12. «Крутизна». «Кузбасс». 2003